# Эрбисол
Эрбисол (лат. Erbisolum) — лекарственный препарат, который, по утверждению производителя, обладает иммуномодулирующим, противовоспалительным, антиоксидантным, мембраностабилизирующим и адаптогенным действием.
В состав Эрбисола входит комплекс низкомолекулярных пептидов, обладающих выраженной биологической активностью. Утверждается, что эти вещества активизируют иммунную систему, способствуя таким образом улучшению функциональной активности и состояния органов и систем. Заявляется, что препарат стимулирует активность Т-киллеров и NK-клеток, которые уничтожают аномальные клетки: злокачественные, мутагенные и зараженные вирусом клетки (в том числе при вирусном гепатите), а также активирует процессы регенерации, способствуя восстановлению тканей органа и, соответственно, улучшению его функций. Также, по утверждению производителя, эрбисол нормализует баланс клеточного и гуморального иммунитета у пациентов с онкозаболеваниями, аутоиммунными и аллергическими реакциями.

## История
Зарегистрирован Фармкомитетом МЗ Украины в 1994 году.

## Фармакологические свойства

### Фармакокинетика
Не изучена.

## Клинические характеристики

### Противопоказания
- индивидуальная непереносимость.

## Способ применения и дозы
Эрбисол вводится внутримышечно, внутривенно или внутриартериально ежедневно взрослым по 2—4 мл.